# Ворон (приток Суды)
Во́рон — река в Кадуйском районе Вологодской области России, правый приток реки Суда (бассейн Волги).
Вытекает из озера Воронское на болоте Воронской Мох на западе Рукавицкого сельского поселения, течёт на восток и впадает в Суду в 29 км от её устья. Длина реки — 51 км, площадь водосборного бассейна — 441 км².
На реке расположены деревни Сидорово, Ворон, Григорово, в низовье крупный населённый пункт — Кадуй — посёлок городского типа, административный центр Кадуйского муниципального района.
Крупнейшие притоки — Грязнуха, Луксара (правые), Сивец (левый).

## Данные водного реестра
По данным государственного водного реестра России относится к Верхневолжскому бассейновому округу, водохозяйственный участок реки — Суда от истока и до устья, речной подбассейн реки — Реки бассейна Рыбинского водохранилища. Речной бассейн реки — (Верхняя) Волга до Куйбышевского водохранилища (без бассейна Оки).
Код объекта в государственном водном реестре — 08010200212110000007876.